# Dancinha dos Famosos
Dancinha dos Famosos (conhecida como Dança das Crianças entre 2007 e 2009) é um quadro no formato talent show do programa Domingão do Faustão semelhante ao Dança dos Famosos só que com atores mirins da televisão.

## Primeira temporada (2007)
Estreou no dia 7 de Outubro de 2007 e contou com seis casais. Em 28 de Outubro de 2007, João Victor Silva e Juliane Dias levaram a disputa.

### Participantes
| Famoso             | Ocupação                                       | Profissional        | Resultado                           |
| ------------------ | ---------------------------------------------- | ------------------- | ----------------------------------- |
| João Vitor Silva   | Ator de Malhação 2007                          | Juliane Dias        | Vencedores Em 28 de Outubro, 2007   |
| Thávyne Ferrari    | Atriz de Paraíso Tropical                      | Juan Carlos Barbosa | 2º Lugar Em 28 de Outubro, 2007     |
| Carolina Oliveira  | Atriz de Hoje é Dia de Maria e Páginas da Vida | Vitor Sampaio       | 3º Lugar Em 28 de Outubro, 2007     |
| Renan Ribeiro      | Ator de Alma Gêmea                             | Letícia Monteiro    | 3º Eliminado Em 21 de Outubro, 2007 |
| Vitor Novello      | Ator de Paraíso Tropical                       | Raquel Almeida      | 2º Eliminado Em 14 de Outubro, 2007 |
| Marina Ruy Barbosa | Atriz de Sete Pecados                          | Rodrigo Nascimento  | 1ª Eliminada Em 07 de Outubro, 2007 |

### Resultados
| Casal                 | 1    | 2    | 3    | 4    |
| --------------------- | ---- | ---- | ---- | ---- |
| João Vitor & Juliane  | 29.4 | 58.6 | 87.4 | 28.3 |
| Thávyne & Juan Carlos | 28.4 | 57.0 | 85.7 | 28.0 |
| Carolina & Vitor      | 29.3 | 56.4 | 85.0 | 27.9 |
| Renan & Letícia       | 27.8 | 56.1 | 84.6 |      |
| Vitor & Raquel        | 27.5 | 55.1 |      |      |
| Marina & Rodrigo      | 26.5 |      |      |      |

### Ritmos
| Casal                 | 1        | 2      | 3     | 4    |
| --------------------- | -------- | ------ | ----- | ---- |
| João Vitor & Juliane  | Gafieira | Street | Forró | Rock |
| Thávyne & Juan Carlos | Gafieira | Street | Forró | Rock |
| Carolina & Vitor      | Gafieira | Street | Forró | Rock |
| Renan & Letícia       | Gafieira | Street | Forró |      |
| Vitor & Raquel        | Gafieira | Street |       |      |
| Marina & Rodrigo      | Gafieira |        |       |      |

## Segunda temporada (2008)
A 2ª temporada estreou no dia 14 de Setembro de 2008 e contou com seis casais.

### Participantes
| Famoso              | Ocupação                                          | Profissional      | Resultado                            |
| ------------------- | ------------------------------------------------- | ----------------- | ------------------------------------ |
| Eduardo Melo        | Ator de A Favorita                                | Gabriela Bogo     | Vencedores Em 12 de Outubro, 2008    |
| Poliana Aleixo      | Atriz de Beleza Pura e O Segredo da Princesa Lili | Daniel Riso       | 2º Lugar Em 12 de Outubro, 2008      |
| Amanda Azevedo      | Atriz de Sete Pecados                             | Gabriel Figueredo | 4ª Eliminada Em 05 de Outubro, 2008  |
| Luana Dandara       | Atriz de Floribella e O Profeta                   | Emerson Santos    | 3ª Eliminada Em 28 de Setembro, 2008 |
| André Luiz Frambach | Ator de Ciranda de Pedra                          | Andressa Soares   | 2º Eliminado Em 21 de Setembro, 2008 |
| Gabriel Sequeira    | Ator de Duas Caras                                | Laila Lopes       | 1º Eliminado Em 21 de Setembro, 2008 |

### Resultados
| Casal                 | 1    | 2    | 3     | 4     | 5    |
| --------------------- | ---- | ---- | ----- | ----- | ---- |
| Eduardo & Gabriela    | 30.0 | 75.0 | 119.2 | 168.3 | 66.1 |
| Polliana & Daniel     | 30.0 | 76.7 | 121.8 | 169.1 | 65.5 |
| Amanda & Gabriel      | 29.0 | 75.3 | 121.2 | 166.5 |      |
| Luana & Emerson       | 29.0 | 73.7 | 119.0 |       |      |
| André Luiz & Andressa | 28.0 | 72.1 |       |       |      |
| Gabriel & Laila       | 28.0 | 71.9 |       |       |      |

### Ritmos
| Casal                 | 1    | 2     | 3     | 4       | 5        |
| --------------------- | ---- | ----- | ----- | ------- | -------- |
| Eduardo & Gabriela    | Rock | Forró | Gipsy | Hip Hop | Gafieira |
| Polliana & Daniel     | Rock | Forró | Gipsy | Hip Hop | Gafieira |
| Amanda & Gabriel      | Rock | Forró | Gipsy | Hip Hop |          |
| Luana & Emerson       | Rock | Forró | Gipsy |         |          |
| André Luiz & Andressa | Rock | Forró |       |         |          |
| Gabriel & Laila       | Rock | Forró |       |         |          |

## Terceira temporada (2009)
A terceira temporada estreou em 11 de Outubro de 2009 e contou com cinco participantes.

### Participantes
| Famoso        | Ocupação                    | Profissional    | Resultado                             |
| ------------- | --------------------------- | --------------- | ------------------------------------- |
| Nauhana Costa | Atriz de Caminho das Índias | Thaian Marques  | Vencedores Em 08 de Novembro, 2009    |
| Cadu Paschoal | Ator de Caminho das Índias  | Nicole Proux    | 2º Lugar Em 08 de Novembro, 2009      |
| Matheus Costa | Ator de Três Irmãs          | Camila Nogueira | 3º Eliminado Em 01º de Novembro, 2009 |
| Laura Barreto | Atriz de Caminho das Índias | Davi Assis      | 2ª Eliminada Em 25 de Outubro, 2009   |
| Vitor Cardoni | Cantor                      | Thais de Melo   | 1º Eliminado Em 18 de Outubro, 2009   |

### Resultados
| Casal            | 1    | 2    | 3    | 4     | 5    |
| ---------------- | ---- | ---- | ---- | ----- | ---- |
| Nauhana & Thaian | 28.6 | 56.7 | 84.2 | 112.4 | 28.3 |
| Cadu & Nicole    | 28.5 | 56.4 | 84.3 | 112.7 | 28.1 |
| Matheus & Camila | 28.3 | 56.4 | 83.9 | 111.6 |      |
| Laura & Davi     | 28.5 | 55.5 | 83.6 |       |      |
| Vitor & Thais    | 28.1 | 55.3 |      |       |      |

### Ritmos
| Casal            | 1    | 2     | 3                 | 4       | 5        |
| ---------------- | ---- | ----- | ----------------- | ------- | -------- |
| Nauhana & Thaian | Rock | Forró | Batidão Sertanejo | Hip Hop | Gafieira |
| Cadu & Nicole    | Rock | Forró | Batidão Sertanejo | Hip Hop | Gafieira |
| Matheus & Camila | Rock | Forró | Batidão Sertanejo | Hip Hop |          |
| Laura & Davi     | Rock | Forró | Batidão Sertanejo |         |          |
| Vitor & Thais    | Rock | Forró |                   |         |          |

## Quarta temporada (2015)
Ocorreu no dia 11 de outubro de 2015 e contou com seis casais. No mesmo dia, Mel Maia e Wesley Monteiro venceram a disputa.

### Participantes
| Famoso           | Ocupação                             | Profissional      | Resultado                           |
| ---------------- | ------------------------------------ | ----------------- | ----------------------------------- |
| Mel Maia         | Atriz de Além do Tempo               | Wesley Monteiro   | Vencedores em 11 de outubro de 2015 |
| JP Rufino        | Ator de Alto Astral                  | Julia Kramps      | Eliminados em 11 de outubro de 2015 |
| Kadu Schons      | Ator de Além do Tempo                | Luna Piotroluongo | Eliminados em 11 de outubro de 2015 |
| Luana Marquezine | Atriz de Em Família                  | Lucca Azevedo     | Eliminados em 11 de outubro de 2015 |
| Sabrina Nonata   | Atriz de Babilônia                   | Wendell Monteiro  | Eliminados em 11 de outubro de 2015 |
| Vítor Figueiredo | Ator de Malhação: Seu Lugar no Mundo | Leandra Caetano   | Eliminados em 11 de outubro de 2015 |

## Quinta temporada (2017)
Estreou no dia 1 de janeiro de 2017 e contou com seis casais. No dia 22 de janeiro de 2017, Xande Valois e Duda Almeida venceram a disputa.

### Participantes
| Famoso             | Ocupação                     | Profissional        | Resultado                           |
| ------------------ | ---------------------------- | ------------------- | ----------------------------------- |
| Xande Valois       | Ator de Os Dias Eram Assim   | Duda Almeida        | Vencedores em 22 de janeiro de 2017 |
| Gabriel Palhares   | Ator de Liberdade, Liberdade | Leandra Caetano     | 2º lugar em 22 de janeiro de 2017   |
| Gabriella Saraivah | Atriz de Além do Tempo       | Lucca Azevedo       | 3º lugar em 22 de janeiro de 2017   |
| Letícia Braga      | Atriz de Os Dias Eram Assim  | Marcos Paulo França | 4º lugar em 22 de janeiro de 2017   |
| Nathália Costa     | Atriz de Êta Mundo Bom!      | Walacy Monteiro     | 5º lugar em 22 de janeiro de 2017   |
| Raffael Pietro     | Ator de I Love Paraisópolis  | Nicole Alves        | 5º lugar em 22 de janeiro de 2017   |